# Фарнос
Фарнос (Петруха Фарнос, Фарнос Красный Нос) — российский шутовской персонаж, прототип кукольного Петрушки, ведущий свою генеалогию от италианского Пьетро Фарноса.

## История появления
Гансвурст как персонаж принесён в Россию из Германии шпильманами в начале XVII века и был принят в репертуар скоморохов под именем Петрухи Фарноса. В народе Фарнос стал одним из любимых шутовских героев. Особую популярность получил благодаря лубочным картинкам XVIII столетия.
От Гансвурста Фарнос усвоил также верховую езду на «виноходной» свинье, неаполитанскую остроконечную шапку, которая в свою очередь происходила от итальянского шутовского героя Пульчинеллы.

## Образ Фарноса
Имя «Фарнос» (от идиш: פרנסה «парносэ» — «заработок») происходит от народного названия купца-еврея. Непременная принадлежность Фарноса — красный горбатый (итальянский) нос, отчего Фарнос получил своё прозвище «Красный Нос». Одет в польский костюм, носит остроконечную шляпу с пером. Одна из типичных приветственных подписей, представляющих Фарноса публике, даёт ему такую характеристику (в современном переложении):

Здравствуйте, почтенные господа, я приехал к вам музыкант сюда. Не дивитесь на мою рожу, что я имею у себя не очень пригожу; а зовут меня, молодца, Петруха Фарнос, потому что у меня большой нос. Три дня надувался, — в танцовальные башмаки обувался, а как скоро колпак на голову надел, тотчас набздел, а когда совсем оболокся, да на игрище к девушкам и поволокся. На шее ношу поношенную тряпицу, а сам наигрываю в скрыпицу (…) держу ворону — от комаров оборону. (…) Натура моя всегда так пробавляется, в кабаке вином с бабами забавляется.

## Репертуар
Репертуар с участием Фарноса был шире, чем у Петрушки, в рукописных сборниках того времени есть упоминания «перечневых интермедий» (comedia dell’arte), шуточных пьес-импровизаций, где имеется лишь программа разговора и круг участников. Например сценки различных шутовских похождений, бесед крестьянина с философом, жениха со свахой, сцена выбора невесты.
Один из сохранившихся эпизодов — разговор Фарноса и его жены, Пигасьи, с целовальником:

Брат целовальник, не ты ли Ермак, что носишь красный валяный колпак? Отдал бы я тебе поклон, да на самом на мне колпак с хохлом. Знавал ли ты Фарноса, желаешь ли ты посмотреть красного моего носа? Жену мою, Пигасью, видал ли ты. Вести такие про нас слыхал ли ты? Мы собою хотя небогаты, да имеем у себя носы горбаты, и хотя кажемся непригожи, да не носим на себе рогожи, а во хмелю бываем весьма угожи. Вчерась мы здесь у тебя пребывали и все гроши свои прогуляли; тогда были пьяны и к расходу денег неупрямы. Ныне с похмелья много мы имели вздыхати, да принуждены к тебе идти винца поискати; и ты нас похмельных не моги оставити, прикажи ендовку и пива поставити, а мы впредь готовы будем хоть деньги платить или тебя жгутами молотить.

## Фарнос в литературе
- И. С. Баркову приписывается нецензурная пародийная трагедия «Дурносов и Фарнос».
- Н. А. Некрасов в поэме «Мороз, Красный нос», посвящённой поэтом своей сестре Анне[8] (1863 г.), заимствовал от Фарноса его прозвище «Красный Нос», которое прижилось в последующей литературе по отношению к Деду Морозу.